# Вильконский, Август
Август Юзеф Мстислав Вильконский (пол. August Wilkoński; 28 августа 1805. с. Конколево (ныне Лешненский повят, Великопольское воеводство, Польша) — 1852, с. Секерки Вельке (ныне Познанский повят, Великопольское воеводство, Польша)) — польский писатель-сатирик, литературный критик. Участник Польского восстания (1830).

## Биография
Шляхтич герба Одровонж. Сын помещика. В молодости принял участие в Польском восстании 1830 г.. Сражался с царскими войсками при Игане, Грохове, под Остроленкой, в осаждённой Варшаве в 1831 г. Во время боёв в Варшаве был тяжело ранен в голову и ногу. За участие в восстании отмечен орденом Virtuti Militari.
В 1832 году был приговорен к 12 годам крепости за участие в восстании и убийство на дуэли прусского офицера. После освобождения в 1836 году переехал в Царство Польское Российской империи.
Жил в деревне, занимался сельским хозяйством, но, потерпев неудачу на этом поприще, около 1840 года поселился в Варшаве и стал сотрудничать с редакциями журналов.
В 1848—1850 за патриотическую деятельность был заключён в тюрьму. В 1851 выслан за пределы Российской империи и поселился в провинции Позен.
Был женат на писательнице Паулине Вильконской.

## Творчество
Один из первых польских юмористов. Очень популярный при жизни автор целого ряда сатирических и юмористических рассказов.

Обложка книги Вильконского «Ramoty i ramotki literackie». 1873

В 1840 году издал свой первый рассказ, сюжетом которого послужило комическое приключение самого А. Вильконского во время его учёбы в немецкой гимназии; рассказ этот сразу сделал имя автора популярным.
Затем последовали имевшие такой же успех другие рассказы в том же жанре, помещенные в  «Библиотеке Варшавы» («Bibljoteka Warszawska»). Рассказы эти читались обычно по нескольку раз, всегда вызывая громкий смех.
Причина огромной популярности А. Вильконского в том, что он попал в тон самой могущественной в тогдашнее время шляхетско-демократической и вместе с тем консервативной партии, ненавидевшей панов и полупанов, глумившейся над мещанством и смотревшей сентиментально на верного своему барину и довольного своим положением мужика.
Сочинения А. Вильконского имеют поэтому не столько литературное, сколько публицистическое значение; они важны для характеристики тогдашней руководящей партии в польском обществе.
Комизм А. Вильконского основывается, главным образом, на ситуациях, которые подчас у него натянуты и тривиальны; характеры героев его произведений почти всегда карикатурны и отзываются шаржем.
Несмотря на такую популярность, писатель не мог обеспечить себе материальную независимость,
Основанный им журнал «Dzwón Literacki» из-за проблем с цензурой не имел успеха, и он стал членом редакции издававшейся Генрихом Ржевуским газеты «Dziennik Warszawski», возбудившей в тогдашнем польском обществе страшное против себя негодование. В результате А. Вильконский вынужден был переселиться из Варшавы в деревню и там умер в 1852 г.

## Избранные произведения
- Ramoty i ramotki literackie (сборник рассказов, 1841—1845)